# Cmentarz żydowski w Zatorze
Cmentarz żydowski w Zatorze – został założony najprawdopodobniej w drugiej połowie XIX wieku i zajmuje powierzchnię 0,5 ha. Zachowało się około pięćdziesięciu nagrobków, z których najstarszy pochodzi z 1864. Większość z nich posiada inskrypcje w języku hebrajskim, nieliczne w języku niemieckim (także w alfabecie hebrajskim), tylko jeden natomiast w języku polskim.

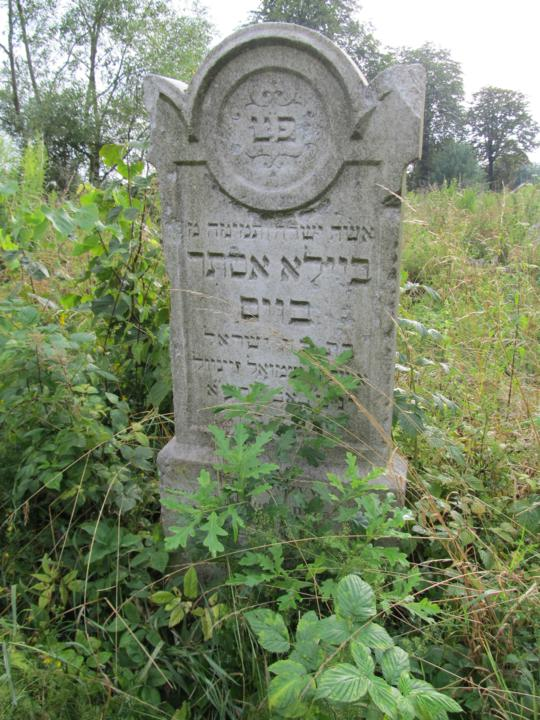
Macewa